# Popa Șapcă
Popa Șapcă (n. 1795, Corabia, Țara Românească – d. 3 iulie 1876, Mănăstirea Brâncoveni, Olt, România) a fost un preot, haiduc și revoluționar român. Cu el se încheie epoca haiducilor și pandurilor celebri din Oltenia.

## Biografie

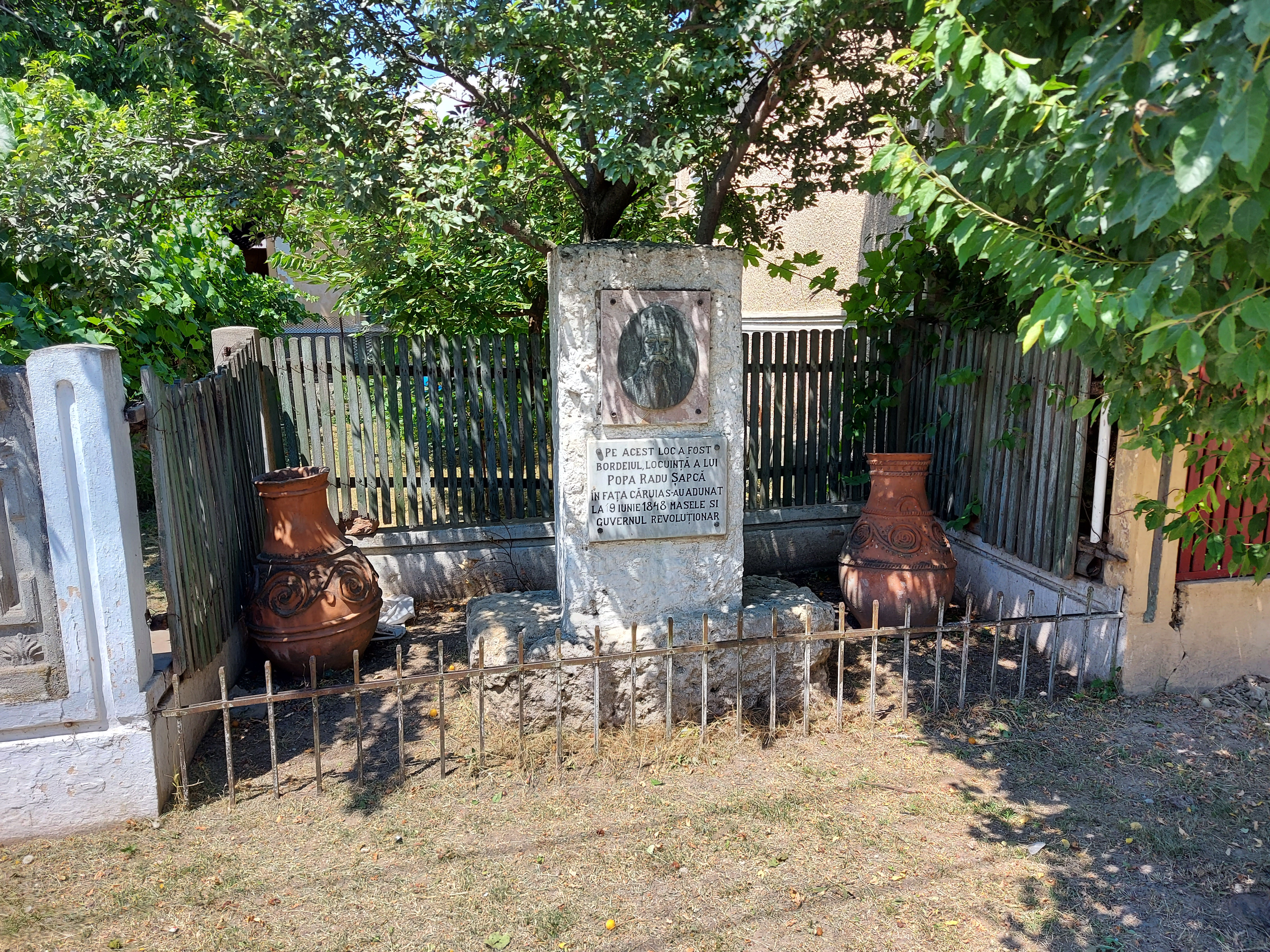
Locul unde se afla bordeiul locuință a lui Popa Radu Șapcă unde s-au adunat la 9 iunie 1848 masele și Guvernul Revoluționar.

S-a născut în satul Celei (azi cartier al orașului Corabia, Olt).
Este unul din organizatorii Marii adunări populare de la Islaz și conducătorul cetelor de haiduci. Ridică la luptă țăranii și devine unul dintre conducătorii armatei revoluționarilor. După înăbușirea revoluției de la 1848 este surghiunit, plecând în exil câțiva ani. Revine și este curator pe vremea lui Alexandru Ioan Cuza, apoi din 1864 devine, la recomandarea lui Dimitrie Bolintineanu, chiar stareț al mănăstirii Cozia.
I se dusese vestea de mucalit și mare gurmand, se spune ca mânca câte un curcan la masă.

## Moștenire
Mai multe străzi din orașele și comunele României îi poartă numele (Aiud, Bacău, Barlad, Balș, Botoșani, Brașov, București, Calafat, Câmpina, Craiova, Drăgășani, Focșani, Găești, Hunedoara, Pitești, Piatra Neamț, Sibiu, Slatina, Timișoara, Târgu Jiu, Târgu Neamț, Râmnicu Vâlcea, Vălenii de Munte și Vitomirești).
De asemenea, Penitenciarul „Popa Șapcă” din Timișoara îi poartă numele, precum și cartierul Popa Șapcă din Pitești.